# Tisovec
Tisovec je naselje v Občini Dobrepolje. Leži na planoti, ki na vzhodni strani omejuje Struško in Dobrepoljsko dolino. Za vas je značilna razgibana, tradicionalna pokrajina z veliko gozdnega roba, pokošenimi gozdnimi jasami in rožami na robovih majhnih njiv. Za vas so značilne hujše zime z večjo količino padavin napram dolini. 
V vasi se nahajajo številne starejše hiše, za katere so značilne krušne peči. Ob hiši se običajno nahaja še kozolec, drvarnica in hlev. Slemena streh so praviloma obrnjena v smeri severozahod-jugozahod. Strehe so zelo strme zaradi ostrih zim.
Jedro predstavlja vaški trg na katerem se nahaja podružnična cerkev sv. Petra in Pavla. Tisovec spada pod župnijo Struge in je edina struška vas s podružnično cerkvijo. Poleg cerkve se nahaja še vaška štirna, ki se napaja s strehe cerkve in bližnjih hiš.
Vas je znana po številnih naravnih znamenitostih med katerimi prevladujejo jame, ki jih je več, kot 60. Med bolj znanimi je Cvarova jama. Za vas je značilno tudi polhanje (lovljenje in uživanje polhov).
Znotraj vasi deluje tudi Športno-turistično društvo Tisovec, ki organizira različne dogodke (npr. pohode, žegnanje, motozbore itd.). 

## Znane osebe
Iz Tisovca je izhajalo veliko redovnikov in redovnic:
- brat Anton Nose [2]
- sestra Balzemija (Marija) Nose [2]
- sestra Januarija (Alojzija) Nose [2]
- sestra Januarija (Rozalija) Kastelic [2]
- sestra Lea (Kristina) Kastelic [2]
- sestra Ulrika (Marija) Kastelic [2]